# 大口孔麗鯛
大口孔麗鯛（学名：Trematocara macrostoma）為輻鰭魚綱鱸形目隆頭魚亞目慈鯛科的其中一種，分布於非洲坦干伊喀湖南部流域，為特有種，體長可達6.8公分，棲息在底中層水域，生活習性不明。
其种加词“macrostoma”意为“大口的”。